# Ростовське художнє училище імені Митрофана Грекова

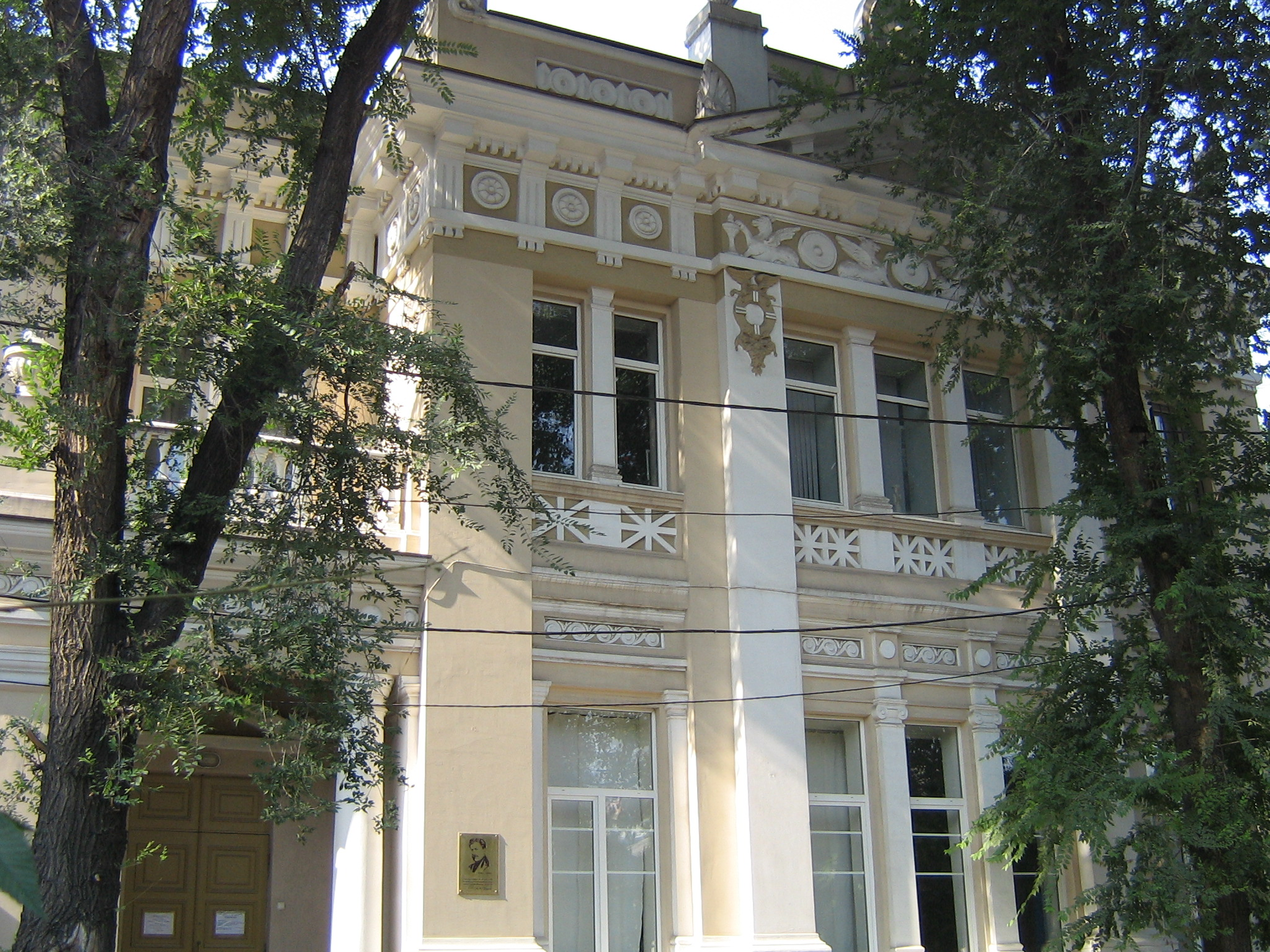
Будівля училища

Ростовське художнє училище імені М. Б. Грекова — художнє училище в Ростові-на-Дону.

## Історія училища

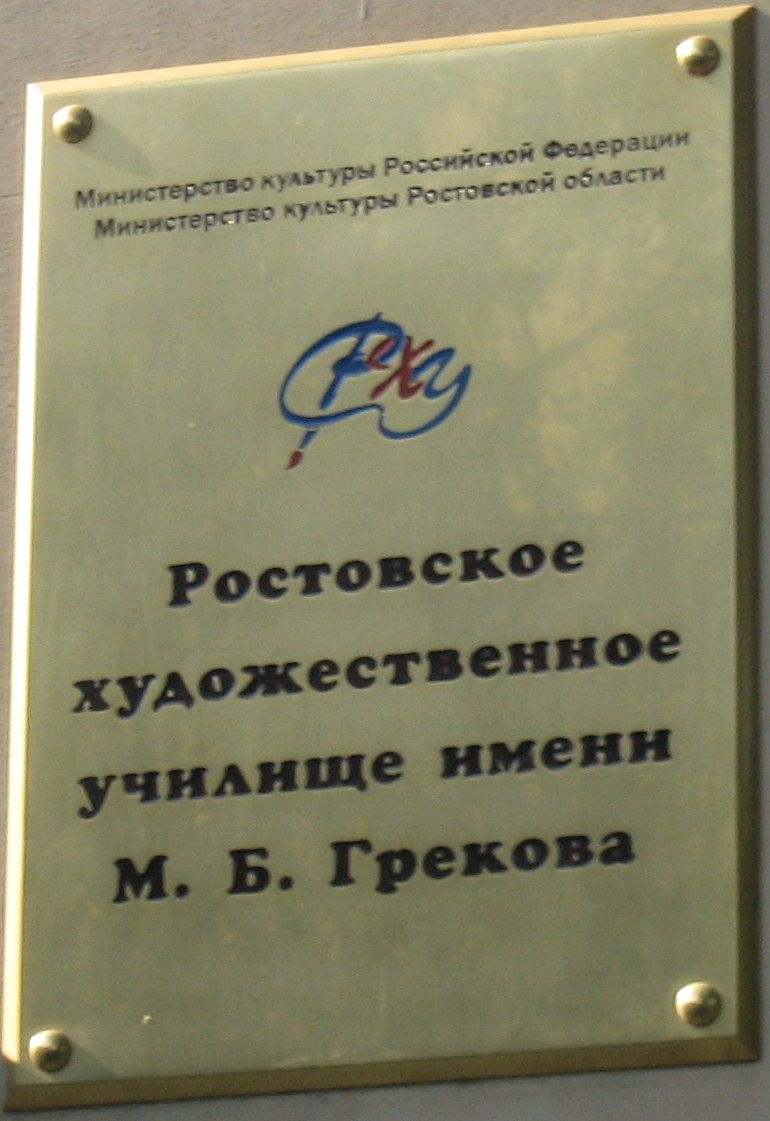
Табличка на вході в училище

Училище починає свою історію з Ростово-Нахичеванських малювальних класів, створених 1895 завдяки ентузіазму випускника Московського Строганівського училища А. С. Чиненова. Після численних перетворень, класи виросли в художнє училище, назване згодом на честь радянського художника-баталіста Митрофана Борисовича Грекова.
Училище розташоване в особняку на вулиці Серафимовича, будинок 15. В кінці 80-х років двадцятого століття студентами та випускниками РХУ було створено товариство «Мистецтво або смерть», виставки якого дивували жителів Таганрога, Ростова-на-Дону, а потім і Москви.

## Спеціальності
Освітня діяльність ведеться за такими спеціалізаціями:
- Театрально-декораційне мистецтво (художньо-костюмерній оформлення спектаклю);
- Живопис (станковий живопис, театрально-декораційний живопис);
- Скульптура (скульптурно-педагогічна спеціалізація);
- Дизайн (дизайн середовища, дизайн графічної продукції).

## Випускники
- Бондаренко Олександр Григорович (нар. 1949) — український художник.
- Грицай Віктор Олексійович (1939—1979) — український художник-монументаліст.
- Кот Ігор Петрович (нар. 1959)— український художник.